# Aida Mohamedová
Aida Gabriella Mohamedová (* 12. března 1976 Budapešť, Maďarsko) je maďarská sportovní šermířka, která se specializuje na šerm fleretem. Maďarsko reprezentuje od devadesátých let. Na olympijských hrách startovala v roce 1996, 2000, 2004, 2008, 2012 a 2016 v soutěži jednotlivkyň a družstev. V soutěži jednotlivkyň se na olympijských hrách 2004 probojovala do semifinále a obsadila čtvrté místo. V roce 1993 obsadila druhé místo na mistrovství světa v soutěži jednotlivkyň a v roce 1992 obsadila druhé místo na mistrovství Evropy. S maďarským družstvem fleretistek vybojovala v roce 1994 třetí místo na mistrovství světa a v roce 2007 vybojovala s družstvem titul mistryň Evropy.